# 28 septembre 1913
Le dimanche 28 septembre 1913 est le 271e jour de l'année 1913.

## Naissances
- Alice Marble (morte le 13 décembre 1990), joueuse de tennis américaine
- Claire Carleton (morte le 11 décembre 1979), actrice américaine
- Edith Pargeter (morte le 14 octobre 1995), écrivain britannique
- Louis Jugnet (mort le 11 février 1973), philosophe français
- Margie Hart (morte le 19 janvier 2000), danseuse américaine
- Warja Lavater (morte le 3 avril 2007), artiste suisse

## Événements
- Le français Adolphe Pégoud effectue le premier triple-looping.